# Mount Allen (berg i Östantarktis)
Mount Allen är ett berg i Antarktis. Det ligger i Östantarktis. Nya Zeeland gör anspråk på området. Toppen på Mount Allen är 1 424 meter över havet, eller 614 meter över den omgivande terrängen. Bredden vid basen är 9,7 km.
Terrängen runt Mount Allen är bergig söderut, men norrut är den kuperad. Trakten är obefolkad. Det finns inga samhällen i närheten.